# Aleksandr Dovgan
Aleksandr Dovgan (in russo Александр Довгань?; 9 febbraio 1988) è un giocatore di calcio a 5 kazako.

## Carriera
Durante la militanza nel Tulpar fu convocato dalla nazionale maschile under 21 di calcio a 5 del Kazakistan al campionato europeo di categoria in cui la selezione centrasiatica fu eliminata al primo turno. Con la nazionale maggiore ha disputato una Coppa del Mondo e due edizioni del campionato europeo.